# Round Dance
Round Dance (zkráceně RD) je formou společenského tance, kde jsou figury napovídány. Tanečníci dostávají během tance nápovědu (cue), podle které se po parketu pohybují a kterou jim napovídá tzv. "cuer". Zpravidla se tancují pevně dané choreografie. Občas se ale tančí i to, co cuera právě napadá – tomu se říká hashcue.
Název napovídá, že se tančí v kruhu. Nejedná se však o "kruhové tance" ve smyslu například řeckých folklórních tanců. Název je odvozen spíše historicky.

## Historie a vznik
Round dance vznikl původně jako odpočinková činnost Square dancingu. Tanečníci měli potřebu dělat i něco trochu jiného, než tančit čtverylky, a proto vznikl nápad tancovat s nápovědou společenské tance. Vzhledem k tematické příbuznosti byl zvolen podobný název – Round dance. Na rozdíl od pohybu po čtverylkách je převládající pohyb tanečníků v Round dancingu po kruhu proti směru hodinových ručiček.

## Tance a taneční úrovně
V Round dancingu se tančí všechny známé společenské tance, navíc pak i méně známé:
- Bolero
- Discofox
- Foxtrot (v tanečních nazývaný přesněji slow fox)
- Cha-Cha
- Jive
- Lindy hop
- Mambo
- Merengue
- Paso doble
- Quickstep
- Rumba
- Salsa
- Samba
- Slow Two-Step
- Tango
- Two-Step
- Waltz
- Westcoast swing

### Úrovně
Tance jsou rozděleny nejen podle rytmů, ale i podle obtížnosti figur, které se v nich používají, do takzvaných fází (anglicky phase). Fáze se označují římskými čísly a je jich celkem 6.
Platí princip, že obtížnost tance je určena nejtěžšími figurami. Například tanec fáze V musí obsahovat alespoň 3 figury fáze V. Je jedno, kolik figur nižších fází obsahuje, ale nesmí obsahovat žádnou figuru fáze VI.
Pokud je přece jen obsahuje, záleží na tom, kolik jich je. Pokud je figura jedna, nebo maximálně dvě, pak je tanec označen obtížností V+1, resp. V+2 podle toho, kolik figur navíc z fáze VI tanec obsahuje. Pokud by ale obsahoval více než 2 figury fáze VI, už by byl celý tanec označen obtížností fáze VI.